# Berthoud (Colorado)
Berthoud é uma cidade  localizada no estado americano de Colorado, no Condado de Larimer e Condado de Weld.

## Demografia
Segundo o censo americano de 2000, a sua população era de 4839 habitantes. 
Em 2006, foi estimada uma população de 5120, um aumento de 281 (5.8%).

## Geografia
De acordo com o United States Census Bureau tem uma área de 
10,5 km², dos quais 10,3 km² cobertos por terra e 0,2 km² cobertos por água. Berthoud localiza-se a aproximadamente 1535 m acima do nível do mar.

## Localidades na vizinhança
O diagrama seguinte representa as localidades num raio de 24 km ao redor de Berthoud. 